# Slobodan Čendić
Slobodan Čendić (Kragujevac, 28 agosto 1936 – Colonia, 19 settembre 2023) è stato un calciatore e allenatore di calcio jugoslavo, di ruolo portiere.
Dopo una modesta carriera in patria, si trasferisce in Germania iniziando ad allenare diverse formazioni tra cui lo Schalke 04, l'Augusta e l'Hannover. Termina la carriera d'allenatore in Svizzera.